# بيتر مراز
بيتر مراز هو لاعب كرة قدم سلوفاكي في مركز الدفاع، ولد في 4 مايو 1985 في نوفي زامكي في سلوفاكيا. لعب مع مات تابورسكو ونادي سبارتاك ترنافا ونادي كلادنو.